# 여강군 (강남)
여강군(廬江郡)은 중국의 옛 군이다. 군의 명칭은 군 내에 있는 여강수(廬江水)에서 유래했다.

## 진
진 시황제의 36군에 포함되지는 않으나, 담기양(譚其驤)·주학진(周鶴振) 등은 《수경주》의 기록을 통해 여강군이 진나라에서부터 이미 설치되어 있었을 것임을 주장했다. 구강군의 영역이 지나치게 광활하여 그 영역을 분할해 설치한 것으로 추정된다.

## 전한
고제 칭제 당시부터 회남나라의 지군이었고, 회남여왕이 반란을 일으켰다 패망하면서 전한의 직할 군이 되었다가, 문제가 회남여왕의 아들들에게 회남나라를 나누어 봉하면서 여강나라의 봉토가 됐다. 경제 전3년(기원전 153년) 여강왕 유사가 월나라와 사신을 주고받은 일이 문제가 되면서 여강왕이 형산왕으로 이봉됨과 함께 봉국은 폐지되고 군은 한나라의 직할령이 됐다. 이후 군 서부가 예장군에 넘어갔고, 동부는 원수 2년(기원전 121년) 육안국 봉국과 함께 구 회남나라·강도나라 일대의 대대적인 행정구역 개편이 일어나면서 단양군에 흡수돼 소멸했다. 여강군의 이름은 이때 구강군과 형산군의 관할 구역을 나누어 신설한, 양쯔 강 이북의 새 여강군에 넘어갔다.